# Bachury
Bachury – wieś w Polsce położona w województwie podlaskim, w powiecie białostockim, w gminie Michałowo.
W latach 1975–1998 miejscowość administracyjnie należała do województwa białostockiego.
W pobliżu wsi znajduje się prawosławna kaplica św. Mikołaja, należąca do parafii w Jałówce. 
Wierni kościoła rzymskokatolickiego należą do parafii Przemienienia Pańskiego w Jałówce, a prawosławni do parafii Podwyższenia Krzyża Świętego w Jałówce.

## Historia
Wzmiankowana w inwentarzu starostwa Jałowskiego z 1623 jako uroczysko Bachorowszczyzna. W XVIII wieku powstała w tym miejscu wieś Bachury.